# 7 mm Remington Magnum

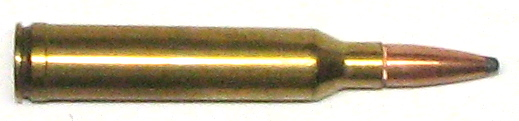
7mm Remington Magnum patron.

7mm Remington Magnum (7 × 63 BR) är en magnumkaliber för gevär. Den utvecklades som en civil patron och introducerades av Remington 1962 tillsammans med deras cylinderrepetergevär Remington 700. Patronen är en del i en familj av magnumpatroner som inkluderar .264 Winchester Magnum och .338 Winchester Magnum. Alla dessa bygger på den klassiska bältade magnumpatronen .375 Holland & Holland, något avkortad. Kuldiametern är 0,284 tum.
I USA blev den snabbt betydligt mer populär än föregångaren .264 Winchester Magnum och är idag den mest sålda magnumpatronen i USA. Även i Sverige är den en av de mest populära magnumpatronerna för jakt.

## Egenskaper och användning
Dess popularitet vid jakt beror på att den kombinerar mycket fördelaktig kulbana tillsammans med bra terminalballistik, det vill säga mycket effektiv skottverkan i viltet, god precision och, till skillnad från de grövre magnumkalibrarna, en rekyl som de flesta skyttar kan lära sig hantera. Dock ligger den inom den övre gränsen för rekyltåligheten hos en normal skytt, och kalibern är därför kanske mindre lämplig i mycket lätta vapen (Rekylen hos ett handeldvapen är proportionerlig mot vikten). Som jämförelse kan nämnas att rekylen är ungefär 20 % kraftigare än den hos .30-06 Springfield med jämförbara kulvikter. 
Kalibern är också lämplig för långhållsskytte tack vare tillgången till kulor med mycket hög ballistisk koefficient, hög utgångshastighet tillsammans med hög egenprecision och accepterbar rekyl. Detta ger liten vindavdrift och mycket långa maximala skottavstånd, som mest cirka 1200 meter (Att jämföras med omkring 900 meter för den i militära sammanhang vanliga 7,62x51 mm NATO). Sammantaget anses den överlägsen .300 Winchester Magnum använd i detta syfte. Till exempel har det rapporterats att patronen används av Secret Service, det vill säga USA:s presidents livvaktsstyrka, för prickskytte. 
Som de flesta magnumkalibrar kräver den en piplängd på minst 24 tum för att uppnå goda prestanda, och en pipa på 26 tum anses ännu fördelaktigare. Med pipa kortare än 24 tum tappar man mycket mynningshastighet samtidigt som knallen och mynningsflamman blir allt mer påträngande, för vissa till och med störande, och kan då få skytten att ofrivilligt blunda i skottögonblicket.
Den kanske största nackdelen med kalibern, såsom med många kalibrar som har en stor krutmängd i förhållande till en relativt liten kuldiameter (Så kallade overbore-kalibrar), är att vapnets pipa slits ut relativt fort. Det är inte ovanligt att precisionen försämras avsevärt redan efter 1000-1500 skjutna skott.

## Kulor
De kulvikter som används är mellan 7,8 och 11,4 gram, med de vanligaste kulvikterna 9,1, 9,7 och 10,4 gram. Det finns även andra kulvikter, specifika för vissa kultillverkare, till exempel saluför Norma även kulvikterna 10,1 och 11,0 gram. Kulor med diametern 0,284 tum tillverkas av alla de stora kultillverkarna såsom Barnes, Hornady, Remington, Norma, Nosler, Speer, Swift med flera, så det finns ett mycket stort utbud av olika typer av kulor för kalibern. 7,8 grams kulor tenderar vara avsedda för småvilt såsom till exempel räv, 9,1 grams kulor för medelstort vilt såsom rådjur och dovhjort och kulor med en vikt på 9,7 gram och högre för storvilt såsom kronhjort och älg. För maximal penetration gör man klokt i att välja en 11,4 grams kula för björnjakt.
Eftersom kalibern genererar höga mynningshastigheter tillsammans med de höga ballistiska koefficienterna hos kulorna gör man ofta klokt i att använda en så kallad premiumkula (Till exempel en bondad kula där manteln genom en kemisk reaktion bundits till kulans blykärna), åtminstone använd till storvilt. Detta eftersom mindre tåliga kulor, på grund av den höga anslagshastigheten på korta avstånd, kan ha en tendens att expandera explosivt vid anslaget och därigenom ge otillräcklig penetration för att nå fram till viltets vitala delar.

## Lämpligt vilt
Med rätt kula är 7 mm Remington Magnum lämplig för att ta allt svenskt vilt, även om den kan anses vara onödigt kraftig för klass 2-vilt och mindre. Den kommer främst till sin rätt använd mot klass 1-vilt, d.v.s. älg, vildsvin, hjort med mera. Den är också mycket lämplig för jakt på plains game i Afrika, där skjutavstånden ofta är omkring eller över 200 meter, mot större arter såsom större kudu och oryx.

## Prestanda
Kulvikt: 7,8 gram (120 grain)

V0: 1 050 m/s

E0: 4 300 J

Kulvikt: 9,1 gram (140 grain)

V0: 970 m/s

E0: 4 281 J

Kulvikt: 9,7 gram (150 grain)

V0: 950 m/s

E0: 4 377 J

Kulvikt: 10,4 gram (160 grain)

V0: 910 m/s

E0: 4 306 J

Kulvikt: 11,3 gram (175 grain)

V0: 880 m/s

E0: 4 375 J

Värdena är ungefärliga och avser kulor skjutna från ett vapen med en pipa på 24 tum. Data för avstånd annat än 0 meter (vid mynningen) uppges inte eftersom detta är direkt beroende på vilket luftmotstånd kulan har, vilket kan skilja avsevärt mellan olika typer och modeller av kulor.